# 16世纪
| 千纪： | 1千纪 \| 2千纪 \| 3千纪                                                                                              |
| 世纪： | 13世纪 \| 14世纪 \| 15世纪 \| 16世纪 \| 17世纪 \| 18世纪 \| 19世纪                                                   |
| 年代： | 1500年代 \| 1510年代 \| 1520年代 \| 1530年代 \| 1540年代 \| 1550年代 \| 1560年代 \| 1570年代 \| 1580年代 \| 1590年代 |

16世纪是指西元1501年1月1日至1600年12月31日的这一段时期。16世纪是地理大发现、殖民主义发展的一个世纪，也是宗教改革的時代，使各種新的神學思想出現。

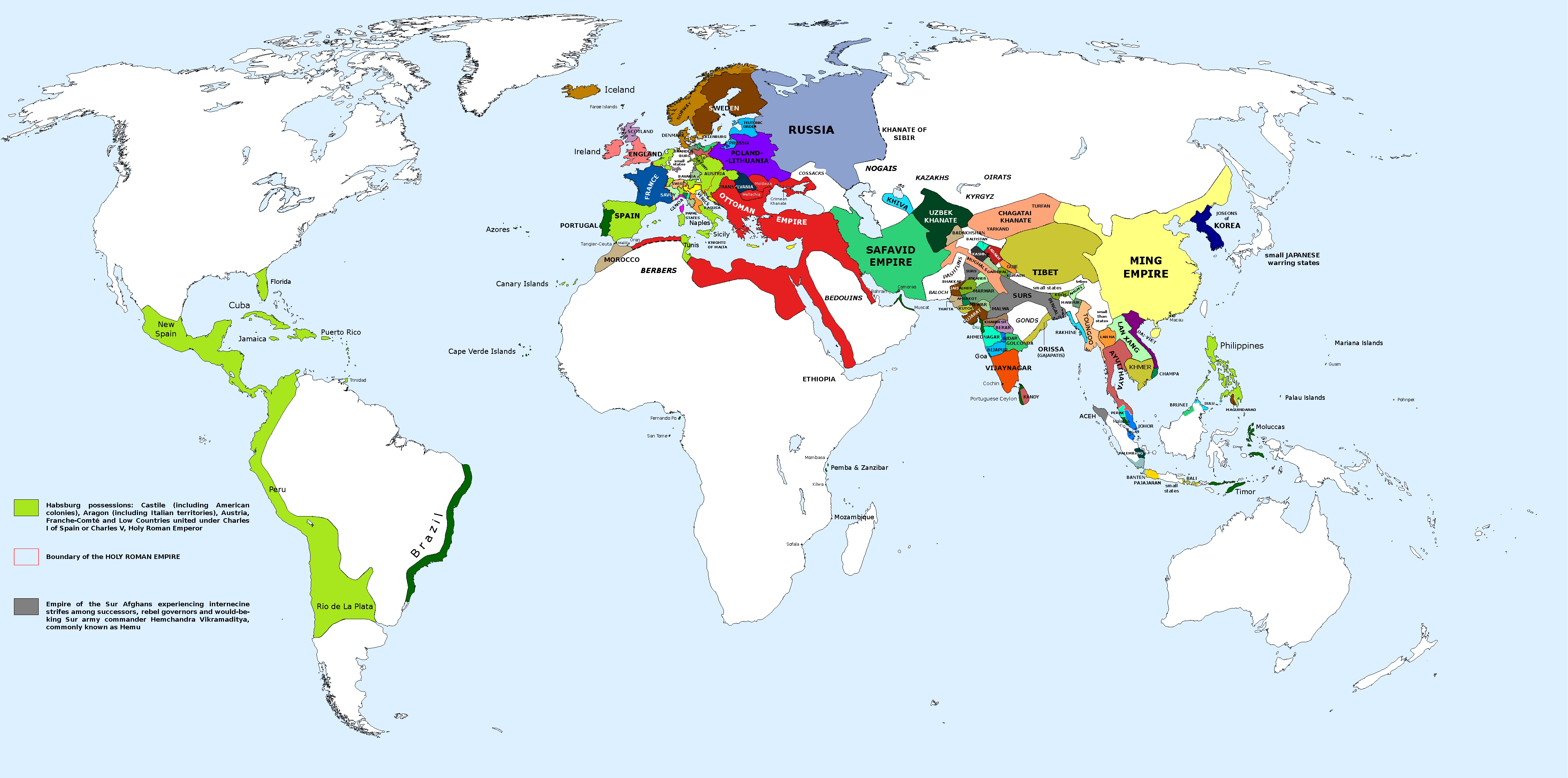
1556年世界地圖

## 重要事件、发展与成就

### 科学技术
- 1571年，發明了手錶
- 16世纪科学萌芽，欧洲教会的教条主义受到冲击。
- 哥白尼发表日心说
- 麦哲伦船隊环绕航行世界
- 1582年10月，教宗额我略十三世推行历法改革，将使用近千年的儒略历改成格里历。该历法初期仅在天主教派为主的国家施行，但绝大多数东正教派与新教派为主的国家则继续使用儒略历以至于出现了未来近三个世纪西方国家官方使用两个公历记法共存的时代。因为格里历记法相较于儒略历精准，所以后期格里历逐渐被德、英、美、俄等非天主教派为主的国家接受并推广至世界上其他国家使用。格里历最终替代儒略历成为了全球主要使用的公历历法。

### 战争与政治
- 欧洲
  - 西班牙在卡尔五世统治下成为日不落帝国。
  - 英国在伊丽莎白一世统治下成为欧洲强国。
  - 西方向美洲殖民。
  - 欧洲北部发生宗教改革。
  - 法国宗教战争
  - 荷兰独立战争。
- 亚洲
  - 印度被西方殖民主义逐步侵蚀。
  - 日本戰國時代。
  - 萬曆朝鮮戰爭。

### 天灾人祸
- 16世纪内欧洲一再受到鼠疫的摧残

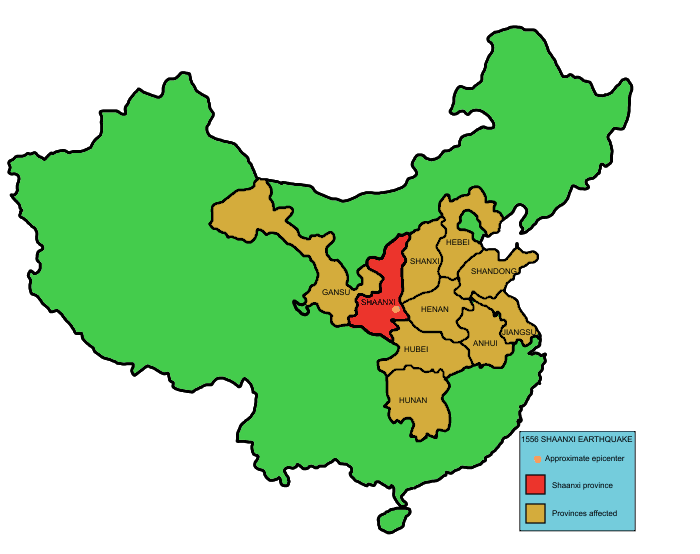
1556年：嘉靖大地震，人类历史上死亡人数最多的一次地震

- 三大美洲文明——阿茲特克、瑪雅及印加文明受到西班牙人帶來的天花等疾病影響，使美洲人口大幅減少
- 嘉靖大地震：1556年1月23日，中国陕西、山西、河南同时发生地震。地震波及大半个中国，有感范围远达福建、两广等地。地震中死亡人数约83万人（不包括没有登记户口的居民），成為世界史上死亡人數最多的地震[1][2]。
- 圣巴多罗买大屠杀：1572年8月23日，胡格諾派领袖加斯帕尔·德科利尼遭刺杀未遂后的第二天，法王亲自御诣下诏全数杀害胡格諾派领袖（包括德科利尼本人在内）。随后，对于胡格諾派的屠杀更扩散至巴黎市郊及附近城镇，持续数周之久。现代估计死亡数目的范围十分宽阔，大约从一万人至七万人之间不等。[3][4]

### 文化娱乐
16世纪是文艺复兴鼎盛的时期

### 疾病与医学
随着其他科学的发展和思想的解放，在欧洲医学也开始科学化。教会不准解剖人体的禁令开始被瓦解

### 环境与自然资源
西班牙征服者埃尔南·科尔蒂斯在墨西哥發現阿茲特克皇帝飲用一種由可可豆加水和香料製成的飲料，品嘗後帶回西班牙，並在西非一個小島上種植可可樹。

### 宗教與哲學
16世纪在欧洲馬丁·路德改革教会，创立新教。

### 明朝年号
十六世纪中国处于明朝，1501年至1600年对应年号从弘治十四年到万历二十八年。
- 弘治 (1501年—1505年）
- 正德 (1506年—1521年）
- 嘉靖 (1522年—1566年）
- 隆庆 (1567年—1572年）
- 万历 (1573年—1600年）